# 锡耶纳牧山银行
锡耶纳牧山银行（Banca Monte dei Paschi di Siena S.p.A. 義大利語發音：[ˈbanka ˈmonte dei ˈpaski di ˈsjɛːna]；縮寫：BMPS、MPS）是意大利的一家銀行，總部位於錫耶納。其歷史可以追溯到1472年（553年前）成立的一家圣怜山，現在的锡耶纳牧山银行則創始於1624年（400年前），是世界上最古老或至少第二古老的銀行，也是意大利第三或第四大商業和零售銀行。2016年至2017年遭遇經融危機，在意大利政府注資纾困後得以緩解。

## 外部連接
- 官方网站
- Slide show of the bank's art collection
- Complete collection of Bank's Art Collection at Bank's site （页面存档备份，存于）
- BANCA MONTE DEI PASCHI DI SIENA REACHES AN AGREEMENT FOR THE SALE OF ITS BELGIAN SUBSIDIARY

43°19′16.24″N 11°19′50.43″E / 43.3211778°N 11.3306750°E